# Deltamys
Genre
Deltamys est un genre de rongeurs de la famille des cricétidés.

## Liste des espèces
- Deltamys kempi (Thomas, 1917)